# Chidlow
Chidlow – civil parish w Anglii, w hrabstwie ceremonialnym Cheshire, w dystrykcie (unitary authority) Cheshire West and Chester. Leży 24 km na południowy wschód od miasta Chester i 244 km na północny zachód od Londynu. W 2001 roku civil parish liczyła 8 mieszkańców.